# Мирабела Еклано
Мирабѐла Екла̀но (на италиански: Mirabella Eclano) е градче и община в Южна Италия, провинция Авелино, регион Кампания. Разположено е на 372 m надморска височина. Населението на общината е 8042 души (към 2010 г.).